# Angolasvala
Angolasvala (Hirundo angolensis) är en fågel i familjen svalor inom ordningen tättingar.

## Utseende och läte
Angolasvalan är en liten svala med blå ovansida, kastanjebrunt längst fram på hjässan och på strupen, grå undersida och ett smalt ofullständigt mörkt bröstband. Liknande ladusvalan är större med mycket längre yttre stjärtpennor, vit undersida och bredare, fullständigt bröstband. Även etiopiensvala är lik, men har beigefärgad, ej kastanjebrun strupe och vit undersida. Bland lätena hörs typiska svallika svaga kvitter.

## Utbredning och systematik
Fågeln förekommer från Uganda till västra Kenya, Tanzania, Zambia, Malawi och Angola samt i Gabon. Den behandlas som monotypisk, det vill säga att den inte delas in i några underarter.

## Levnadssätt
Angolasvalan hittas i öppen gräsmark, odlingsbygd och kanter av våtmarker. Där ses den enstaka, i par eller grupper.

## Status och hot
Arten har ett stort utbredningsområde och tros öka i antal. Internationella naturvårdsunionen IUCN listar den därför som livskraftig (LC).

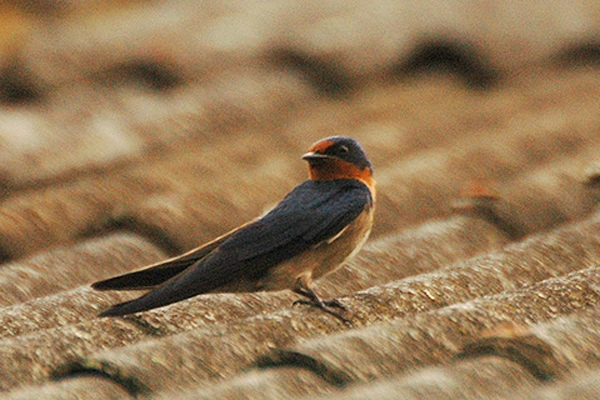
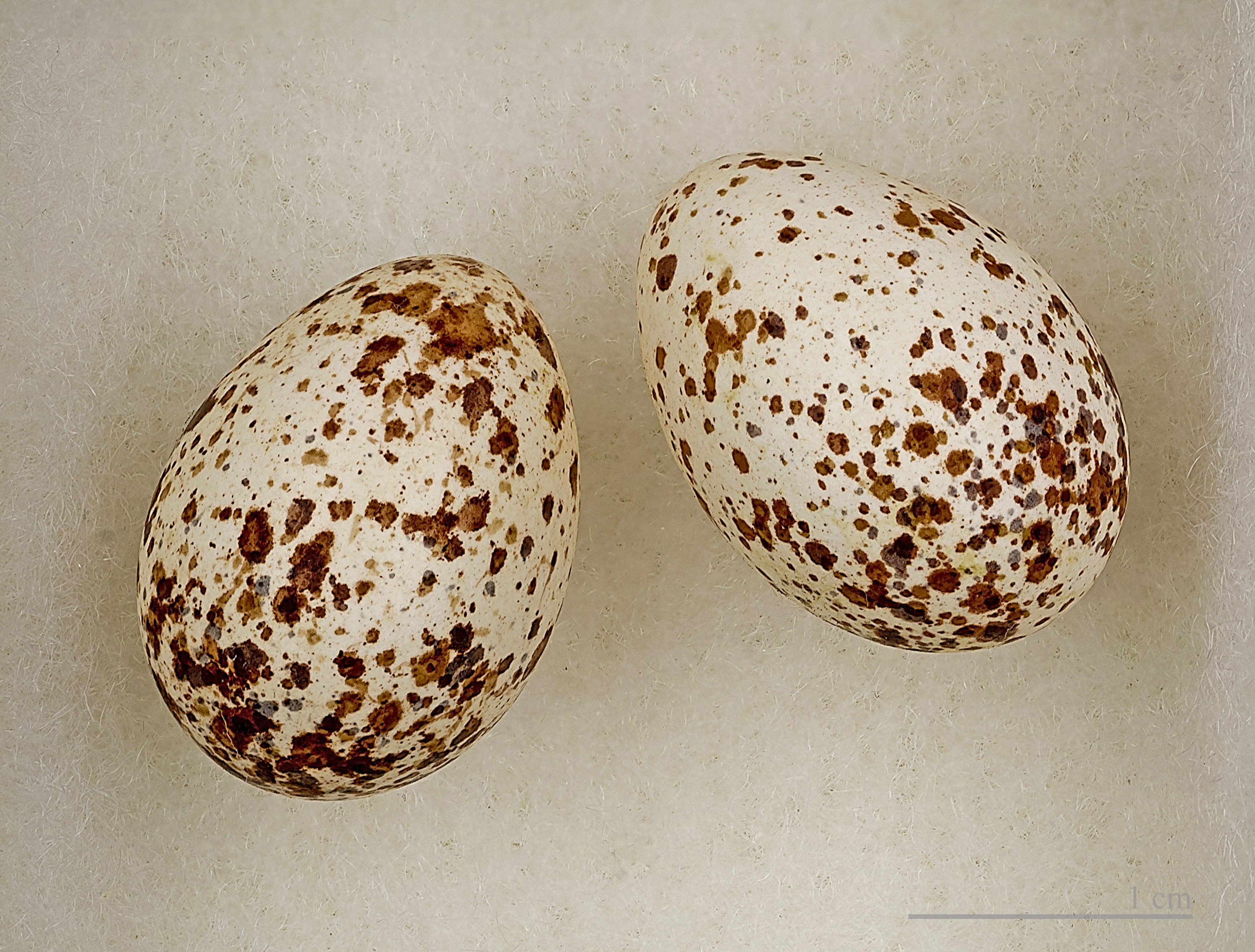